# Carmelo Hayes
Christian Brigham (Framingham, 1 de agosto de 1994) é um lutador profissional americano. Ele trabalha atualmente para a WWE, onde atua na marca SmackDown, sob o nome de ringue Carmelo Hayes. Ele foi uma vez campeão do NXT, duas vezes e detentor do recorde de reinado combinado mais longo como campeão norte-americano do NXT, uma vez ex-campeão dos pesos-médios do NXT (sendo o último a ostentar esse título, após unificá-lo com o Campeonato Norte-Americano do NXT), e vencedor da André the Giant Memorial Battle Royal de 2025.
Antes de assinar com a WWE, Brigham lutou no circuito independente, principalmente na região da Nova Inglaterra, sob o nome de ringue Christian Casanova.

## Carreira na luta livre profissional

### Circuito independente (2014–2021)

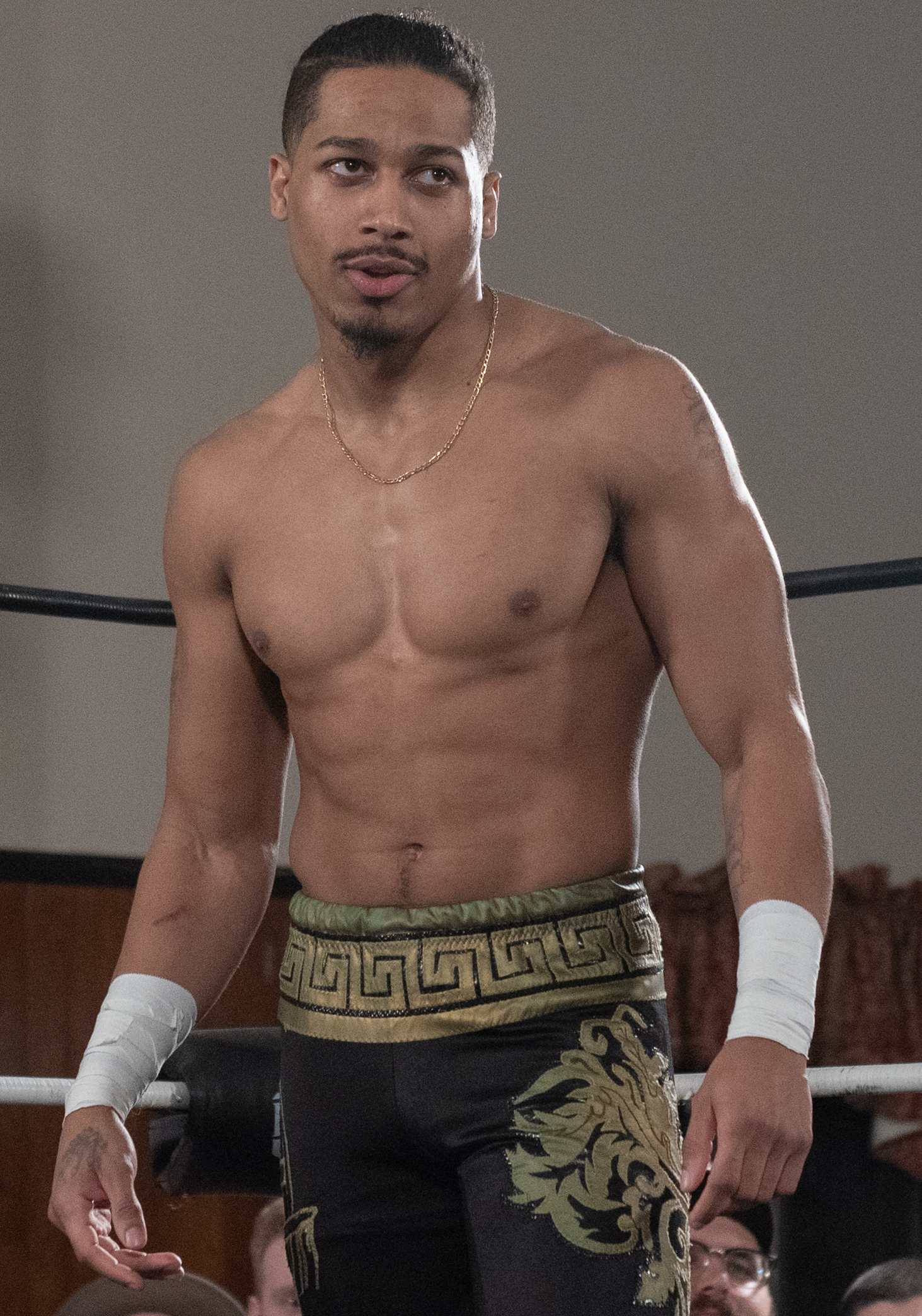
Christian Casanova em dezembro de 2019.

Em 12 de abril de 2014, Brigham fez sua estreia no wrestling profissional pela promoção independente Chaotic Wrestling, perdendo para Mikey Webb. Nos anos seguintes, ele trabalhou para várias promoções, incluindo Northeast Championship Wrestling e Beyond Wrestling. Em 17 de março de 2016, Brigham conquistou o Chaotic Wrestling New England Championship. Em 29 de março de 2019, Casanova ganhou o Chaotic Wrestling Heavyweight Championship pela primeira vez, e em 30 de agosto, venceu o título novamente, tornando-se o 12º campeão Triple Crown na Chaotic Wrestling. Ele também lutou pelo Limitless Wrestling, onde derrotou CJ Cruz para conquistar a Copa Vacationland em 19 de dezembro de 2020.

### WWE

#### Estreia e reinados de campeonatos (2021–2023)
Em 12 de fevereiro de 2021, Brigham assinou um contrato com a WWE e foi designado para o WWE Performance Center. Ele faria sua estreia no ringue no episódio de 1º de junho do NXT sob o nome de Carmelo Hayes, onde aceitou o desafio aberto de Kushida pelo Campeonato dos Pesos-Médios do NXT, mas foi derrotado. Ele então participou do Torneio Breakout do NXT, onde derrotou Josh Briggs na primeira rodada, Duke Hudson nas semifinais, e venceu o torneio ao derrotar Odyssey Jones na final, garantindo um contrato para uma oportunidade de campeonato em um título de sua escolha. Após o torneio, ele apresentou o estreante Trick Williams como seu amigo durante uma promo no ringue. Em seguida, ajudou Williams a atacar Duke Hudson enquanto ele entrava no ringue, estabelecendo ambos como vilões e formando uma aliança conhecida como "Trick Melo Gang". No episódio de 12 de outubro do NXT 2.0, Hayes derrotou Isaiah "Swerve" Scott para conquistar o Campeonato Norte-Americano do NXT após fazer o cash-in de seu contrato do Torneio Breakout após a defesa de título de Scott contra Santos Escobar. Ele fez sua primeira defesa de título bem-sucedida no episódio de 23 de novembro do NXT, derrotando Johnny Gargano e Pete Dunne em uma luta triple threat no episódio de 23 de novembro do NXT. No NXT WarGames em 5 de dezembro, Hayes fez equipe com Bron Breakker, Grayson Waller e Tony D'Angelo (como "Team 2.0") para derrotar Gargano, LA Knight, Dunne e Tommaso Ciampa (como "Team Black & Gold") em uma luta WarGames. Em 4 de janeiro de 2022, no episódio especial do New Year's Evil do NXT 2.0, Hayes derrotou o campeão dos pesos-médios do NXT, Roderick Strong, para unificar o Campeonato Norte-Americano e o Campeonato dos Pesos-Médios. O Campeonato dos Pesos-Médios foi imediatamente aposentado, com Hayes sendo reconhecido como o último campeão dos pesos-médios e continuando como campeão norte-americano. Ele manteve com sucesso seu campeonato contra Cameron Grimes no episódio especial do Vengeance Day em 15 de fevereiro de 2022. Em 1º de março, edição do NXT; Hayes manteve o título contra Pete Dunne. Ele perderia o título em 2 de abril de 2022, no NXT Stand & Deliver em uma luta fatal five-way de escadas envolvendo Santos Escobar, Solo Sikoa, Grayson Waller e Cameron Grimes, que conquistou o título.
Hayes conseguiria falhou em recuperar o título em uma luta triple threat no NXT Spring Breakin' contra Grimes e Solo Sikoa, mas o recuperou de Grimes no NXT In Your House em 4 de junho. Ele defendeu com sucesso o título contra Grayson Waller em 5 de julho no NXT: The Great American Bash, Giovanni Vinci em 16 de agosto no NXT: Heatwave e Ricochet em 4 de setembro no Worlds Collide. No episódio de 13 de setembro do NXT, Hayes perdeu o campeonato para Sikoa, encerrando seu segundo reinado em 101 dias. Em 11 de outubro, Hayes fez sua estreia no plantel principal no Main Event, derrotando Cedric Alexander. Ele não conseguiu recuperar o Campeonato Norte-Americano em uma luta de escadas no NXT Halloween Havoc em 22 de outubro, e contra o novo campeão Wes Lee no episódio de 22 de novembro do NXT. Hayes então competiu no inaugural Iron Survivor Challenge no NXT Deadline em 10 de dezembro, que foi vencido por Waller.

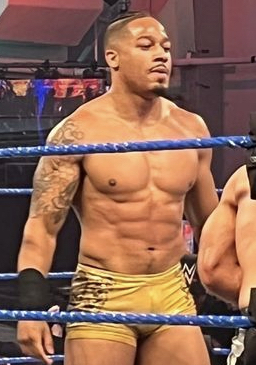
Hayes em 2022.

No NXT Vengeance Day em 4 de fevereiro, Hayes derrotou Apollo Crews em uma luta de duas quedas. Mais tarde naquela noite, Hayes e Williams confrontaram o campeão do NXT, Bron Breakker, após o evento principal. Em 1º de abril de 2023, Hayes derrotou Breakker no evento principal do NXT Stand & Deliver para conquistar o Campeonato do NXT. Três noites depois, no NXT, Hayes virou face após Breakker, enfurecido por ter perdido o título, se transformar em heel ao simular um ato de respeito e atacar Hayes. No NXT Battleground em 28 de maio, Hayes defendeu com sucesso o título contra Breakker. No episódio de 30 de maio do NXT, Hayes defendeu com sucesso o Campeonato do NXT contra Noam Dar, após o qual foi atacado por Baron Corbin. Hayes lutou sua primeira luta no Raw em 26 de junho, onde perdeu para Finn Bálor em uma luta sem o título em jogo. Na noite seguinte, no NXT: Gold Rush, Hayes manteve o Campeonato do NXT contra Corbin. No NXT The Great American Bash em 30 de julho, ele defendeu com sucesso o título contra Ilja Dragunov. No episódio seguinte do NXT, Williams disse a Hayes que ele precisava sair e brilhar por conta própria, separando-se amigavelmente da Trick Melo Gang. No NXT No Mercy em 30 de setembro, Hayes perdeu o Campeonato do NXT para Dragunov em uma revanche, encerrando seu reinado em 182 dias.

#### Rivalidade com Trick Williams (2023–2024)
No episódio de 17 de outubro do NXT, Williams foi inserido na luta triple threat entre Hayes, Dijak e Corbin, transformando-a em uma luta fatal four-way por oportunidade de disputar o Campeonato do NXT contra Dragunov no NXT: Halloween Havoc, o que causou uma rixa entre Hayes e Williams. Antes da luta, Williams foi encontrado atacado nos bastidores e teve que ser levado ao hospital. Hayes então derrotou Dijak e Corbin pela oportunidade. Na Noite 2 do NXT: Halloween Havoc, Hayes não conseguiu recuperar o título de Dragunov após ser distraído pelo retorno de Williams. No episódio de 21 de novembro do NXT, Hayes perdeu uma luta classificatória para o Iron Survivor Challenge após a interferência de Lexis King, a quem Hayes acusou pelo ataque aos bastidores contra Williams. No NXT Deadline em 9 de dezembro, Hayes derrotou King, que posteriormente negou ter atacado Williams. No dia seguinte, Hayes foi escolhido pelo vice-presidente sênior de desenvolvimento de talentos criativos, Shawn Michaels, para representar o NXT no torneio para determinar o desafiante Nº 1 pelo Campeonato dos Estados Unidos da WWE no SmackDown, derrotando Grayson Waller na primeira rodada, mas perdendo para Kevin Owens nas semifinais.
Em 27 de janeiro de 2024, no Royal Rumble, Hayes fez sua estreia no luta Royal Rumble como o quinto participante, eliminando Waller, mas foi eliminado por Finn Bálor. Durante esse período, Hayes e Williams competiram no Torneio Dusty Rhodes Tag Team Classic, perdendo para Corbin e Breakker na final no NXT Vengeance Day em 4 de fevereiro. Mais tarde naquela noite, após Williams não conseguir conquistar o Campeonato do NXT de Dragunov, Hayes atacou Williams com uma cadeira de aço, encerrando sua parceria e virando heel no processo. No episódio seguinte do NXT, Hayes revelou que atacou Williams em outubro de 2023 porque sentia que Williams estava tentando roubar seu protagonismo. Em NXT: Roadblock em 5 de março, Hayes perdeu para Tony D'Angelo em uma luta para determinar o desafiante número #1 pelo Campeonato do NXT no NXT Stand & Deliver, após ser distraído pela música de entrada de Williams. Após a luta, Hayes foi atacado por Williams, que fez o seu retorno. Na semana seguinte, no NXT, Williams desafiou Hayes para uma luta no NXT Stand & Deliver, o que Shawn Michaels anunciou como o evento principal, tornando Hayes e Williams os primeiros dois homens negros a protagonizarem um NXT Stand & Deliver e um premium live event do NXT, além de serem os primeiros dois homens negros a protagonizarem um evento ao vivo premium da WWE desde The Rock e Booker T no SummerSlam em 2001. No NXT Stand & Deliver em 6 de abril, Hayes perdeu para Williams. Em uma revanche no episódio de 16 de abril do NXT, Hayes perdeu para Williams em uma luta em uma jaula de aço, apesar da ajuda de sua equipe de segurança, encerrando sua rivalidade em sua última luta pelo NXT.

#### SmackDown (2024–presente)
Na Noite 1 do WWE Draft no episódio de 26 de abril do SmackDown, Hayes foi promovido para a marca do SmackDown como a terceira escolha geral. Ele então desafiou o campeão universal indiscutível da WWE, Cody Rhodes, para uma luta como seu primeiro adversário no plantel principal, que perdeu, mas foi elogiado por Rhodes após a luta. Hayes participou do Torneio King of the Ring e da luta Money in the Bank de escadas, mas não venceu nenhum dos dois. Após o Money in the Bank, Hayes iniciou uma rivalidade com Andrade, que também competiu na luta Money in the Bank. No final de setembro, Hayes e Andrade haviam vencido três lutas cada um entre si. No episódio de 25 de outubro do SmackDown, a sétima luta da série entre Hayes e Andrade, que também valia uma oportunidade pelo Campeonato dos Estados Unidos, terminou em no contest depois que o árbitro especial convidado e então campeão dos Estados Unidos, LA Knight, atacou ambos os lutadores, encerrando sua série best-of-seven com três vitórias, três derrotas e um empate para cada um. Como resultado das ações de Knight, a luta pelo título no Crown Jewel em 2 de novembro foi transformada em uma luta triple threat com Hayes e Andrade. Hayes não conseguiu conquistar o título após sofrer o pin de Knight.
No Royal Rumble em 2 de fevereiro de 2025, Hayes entrou no luta Royal Rumble na posição #4, mas foi eliminado por Bron Breakker. Depois disso, Hayes atacou Akira Tozawa, fazendo com que ele fosse substituído na luta Royal Rumble pelo participante celebridade IShowSpeed. No episódio de 21 de fevereiro do SmackDown, Hayes formou uma parceria com The Miz sob o nome de Melo Don't Miz, onde derrotaram R-Truth e LA Knight em sua primeira luta juntos. No episódio de 8 de abril do SmackDown, Hayes venceu o André the Giant Memorial Battle Royal, eliminando Andrade por último. Esta foi sua primeira conquista no plantel principal desde que se juntou à marca em 2024.

## Outras mídias
Brigham, como Carmelo Hayes, fez sua estreia como personagem jogável nos videogames no WWE 2K23, e depois apareceu no WWE 2K24 e WWE 2K25.

## Vida pessoal
Brigham está atualmente em um relacionamento com a também lutadora profissional Lea Mitchell, profissionalmente conhecida como Kelani Jordan.

## Títulos e prêmios
- Beyond Wrestling
  - Pride of New England Tournament for Tomorrow (2019)[70]
- Chaotic Wrestling
  - Chaotic Wrestling Heavyweight Championship (2 vezes)[71]
  - Chaotic Wrestling New England Championship (1 vez)[72]
  - Chaotic Wrestling Tag Team Championship (1 vez) – com Tripilicious[73]
  - Décimo segundo campeão da Triple Crown
- ESPN
  - ESPN o colocou em #7º dos 30 melhores lutadores profissionais com menos de 30 anos em 2023[74]
- Liberty States Pro Wrestling
  - Liberty States Heavyweight Championship (1 vez)[75]
- Limitless Wrestling
  - Limitless Wrestling World Championship (1 vez)[76]
  - Copa Vacationland (2020)[6]
- Lucky Pro Wrestling
  - LPW Tag Team Championship (1 vez) – com Elia Markopoulos[77]
- Pro Wrestling Illustrated
  - PWI o colocou na #13ª posição dos 500 melhores lutadores individuais no PWI 500 em 2023[78]
- Northeast Championship Wrestling
  - NCW New England Championship (1 vez)[79]
- Northeast Wrestling
  - NEW Live Championship (1 vez, inaugural)[80]
- WWE
  - Campeonato do NXT (1 vez)[81]
  - Campeonato Norte Americano do NXT (2 vezes)[82]
  - Campeonato dos Pesos-Médios do NXT (1 vez, final)[83]
  - André the Giant Memorial Battle Royal (2025)[84]
  - Torneio Breakout do NXT (2021)[8]
  - NXT Year-End Award
    - Luta do Ano (2023) vs. Ilja Dragunov no NXT No Mercy[85]